# Coupe de l'America
Pour les articles homonymes, voir America, Copa América et America's Cup (homonymie).
La Coupe de l'America (America's Cup) est une compétition nautique internationale à la voile, voulue par ses initiateurs comme un défi amical et perpétuel entre Yacht Clubs de différentes nations et définie sous cette dénomination en 1857 par les membres du New York Yacht Club (NYYC), vainqueurs, six ans plus tôt, en 1851, avec la goélette America, de la régate internationale originelle, organisée autour de l'île de Wight, par le Royal Yacht Squadron (RYS), en marge de l'exposition universelle de Londres.
Le trophée est une aiguière en argent, attribuée au Yacht Club vainqueur du défi jusqu'à sa remise en jeu. Fabriquée en 1848 pour le Royal Yacht Squadron par le bijoutier et orfèvre Robert Garrard de Londres comme trophée de la Coupe de Cent Souverains, elle est ramenée aux États-Unis, en septembre 1851 sous le nom de « Coupe de Cent Guinées », pour prendre en juillet 1857 son nom actuel de « Coupe de l'America », en hommage à la goélette victorieuse.
L'America's Cup est une des plus anciennes compétitions sportives encore disputées de nos jours et elle se révèle être l'un des principaux théâtres de l'évolution de l'architecture navale en matière de voiliers de régates.
À la suite de la régate de 1851 et de la création de la course en 1857, la première édition de la coupe de l'America n'est disputée qu'après la guerre de Sécession, en août 1870. Après ces deux compétitions, lors desquelles un voilier defender (le champion en titre) affronte une flotte de voiliers challenger, les adversaires se mesurent en duel (match-racing). La deuxième édition de 1871 se déroule en deux duels successifs avec deux defenders du NYYC contre l'unique challenger du Royal Thames Yacht Club.
C'est à partir de la troisième édition de 1876 que les régates opposent le defender, tenant du titre, au challenger qui relève le défi. Ce dernier est désigné par des régates de sélection depuis la 21e édition de 1970, régates qui prennent le nom de Coupe Louis-Vuitton en 1983, lors de la 25e édition.
Chaque édition voit l'établissement d'un règlement particulier, appelé « acte de donation », définissant entre autres les conditions de régates et le type de bateau utilisé basé sur une jauge de course, rédigé par le defender et le challenger de référence, c'est-à-dire le premier Yacht Club à défier le tenant du titre.
Le trophée de la 37e édition, disputée en 2024 à Barcelone (Espagne), est détenu pour la troisième fois consécutive par Emirates Team New Zealand, représentant le Royal New Zealand Yacht Squadron, face au challenger Ineos Britannia du Royal Yacht Squadron.

## Histoire

### 1851: La régate et la goélette à l'origine de la coupe

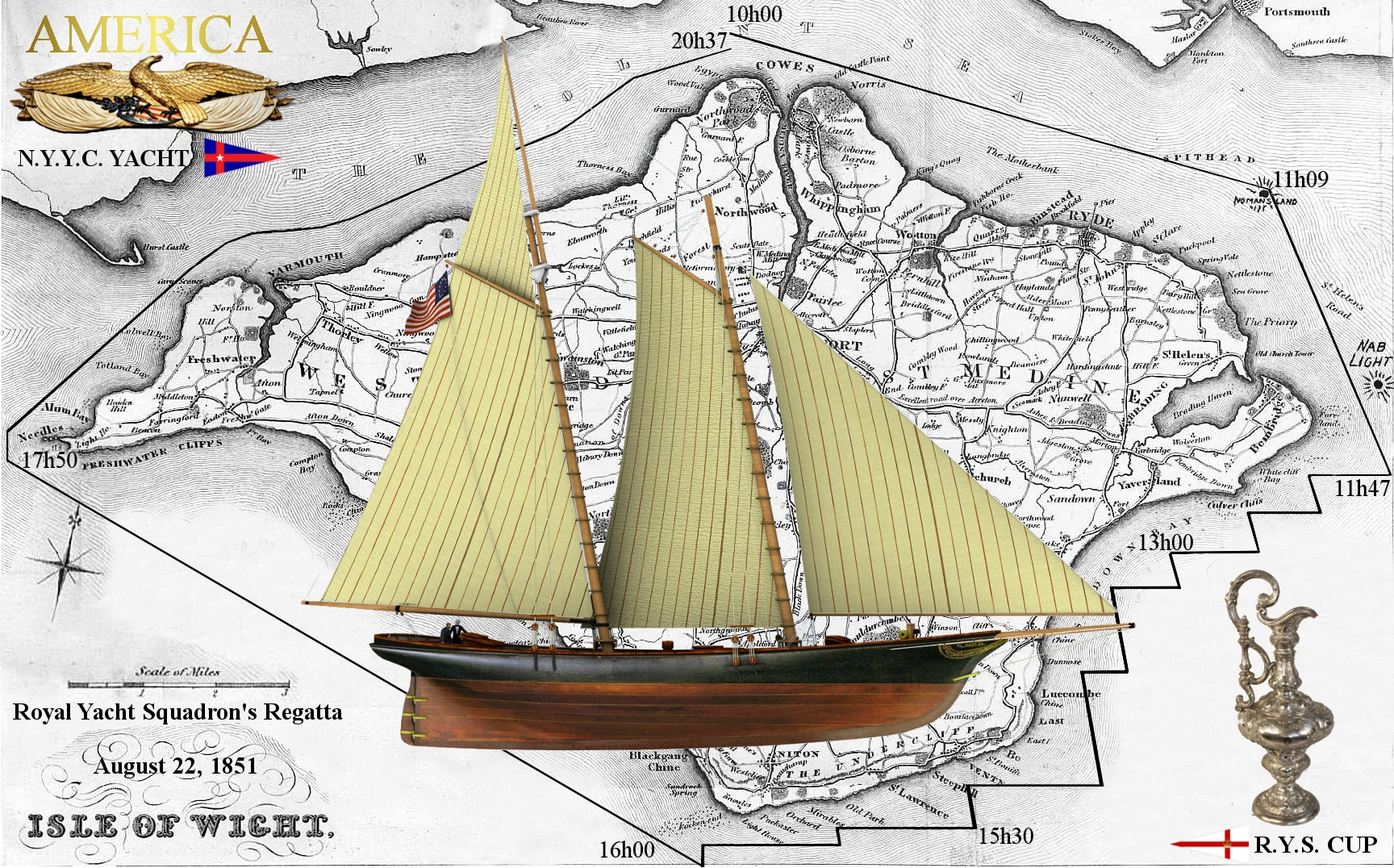
La goélette America et le tracé de sa route lors de la régate du RYS autour de l'Île de Wight, le 22 août 1851.

Édition originelle - En 1850, on parlait déjà des deux côtés de l'Atlantique de l'exposition internationale de 1851 qui serait organisée à Londres. John Cox Stevens (en), membre fondateur du NYYC en 1844, va entendre parler de l'intérêt que portent certains marchands de commerce maritime anglais à voir se confronter les rapides voiliers américains que sont les goélettes-pilotes, qui accostent leurs navires marchands, aux meilleurs yachts anglais, à l'occasion de la Grande exposition (The Great Exhibition).
L'idée ayant séduit le commodore du Yacht club new-yorkais, il va former, avec cinq autres membres du club, un syndicat pour faire construire un yacht, avec les caractéristiques des meilleurs goélettes-pilote du moment pour le faire courir dans les eaux britanniques, ce sera la goélette America. Conçue par George W Steers, elle sera lancée le 3 mai 1851, du chantier naval William H. Brown à New York.
America sortira victorieuse de la régate du Royal Yacht Squadron, organisée autour de l'île de Wight, au sud de l'Angleterre, le 22 août 1851, face à quatorze navires britanniques, dont le cotre Aurora qui terminera second.
La reine Victoria ayant suivi la course à bord de son yacht à vapeur le Victoria & Albert, à l'arrivée du vainqueur, on aurait répondu à la reine demandant qui était second : « Votre Majesté, il n'y a pas de second »,.
La victoire des Américains prête pourtant à controverses. America a ainsi manqué une marque du parcours qui n'était pas mentionnée clairement par les instructions de course, mais que tous les autres concurrents avaient respectée. Les Américains arguèrent du fait que les instructions de course n'étaient pas claires ; les Britanniques s'inclinèrent. De plus, il y avait bien un second : Aurora, qui arriva huit minutes après America. Les deux navires n'étaient pas du tout du même gabarit et si l'on avait appliqué une règle de handicap, Aurora aurait été déclaré vainqueur, mais le règlement de course du RYS était spécifié sans temps compensé.
L'équipage d'America reçoit la coupe du vainqueur des mains de Thomas Egerton, 2e comte de Wilton et Commodore du RYS, et la reine Victoria fera une visite à bord de la goélette, le lendemain.
Le trophée fut d'abord conservé par John Cox Stevens, l'homme initiateur du projet et Président du syndicat d'America. Puis la coupe sera, six ans plus tard, remise au NYYC, l'année du décès de John Cox Stevens, en 1857, par les autres membres du Syndicat à l'origine de la goélette. Sur leur impulsion et sous l'égide du NYYC, le trophée sera rebaptisé du nom du yacht victorieux, pour un challenge ouvert à tous Yachts Club de tous pays étrangers, dans l'esprit de la régate courue autour de l'île de Wight. Ils édicteront les premières règles du défi pour l'obtention de la coupe, dans l'acte de donation, plus connu en ses termes anglais de « deed of gift », le 8 juillet 1857, qui décrit brièvement les règles du duel, précisant que toute règle peut être remise en cause par consentement mutuel.
La Coupe de l'America était née, mais elle ne débute qu'en 1870, après la guerre de Sécession.

### 1870-1881: Les premiers défis

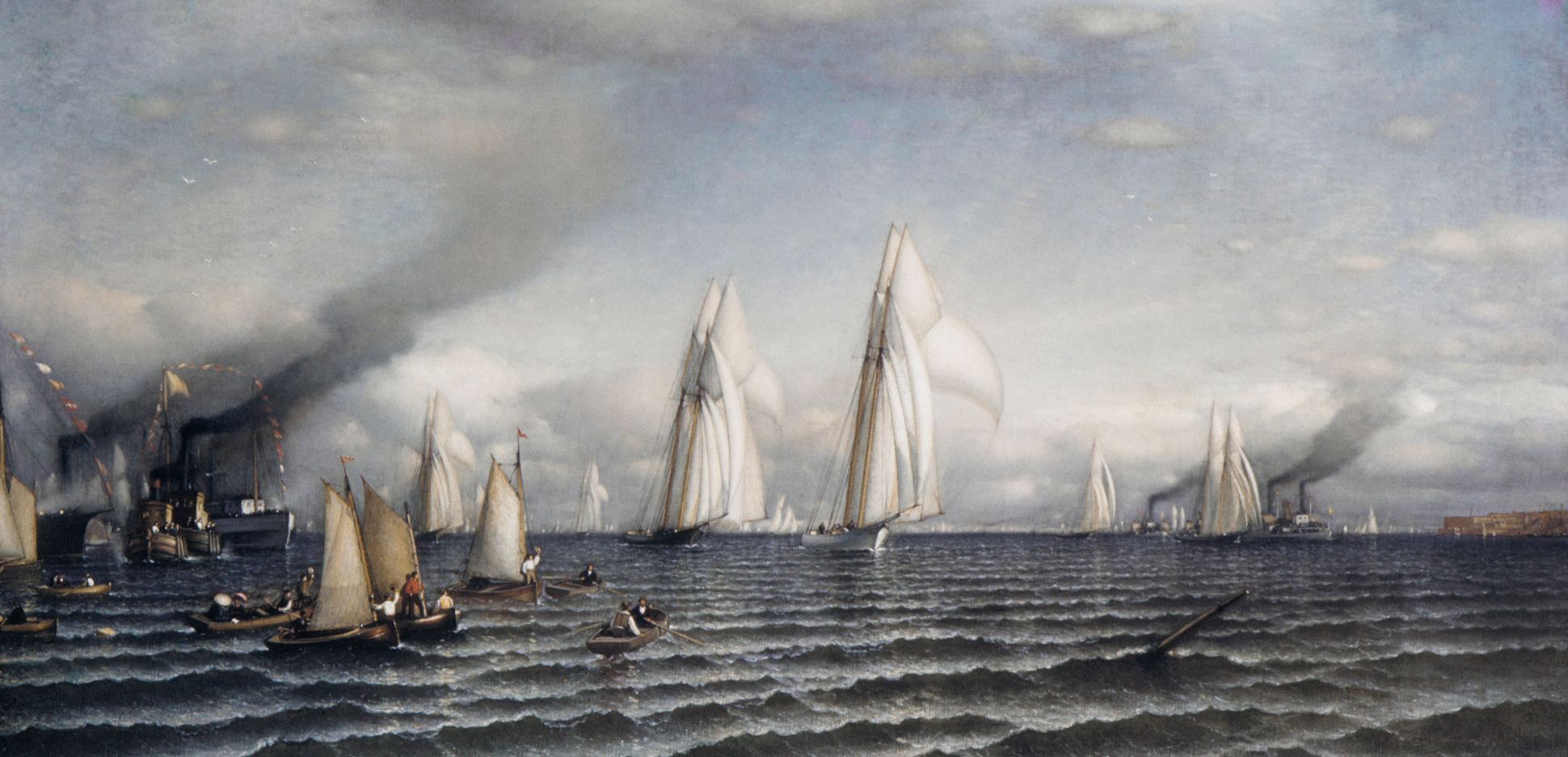
Arrivée de la 1re édition de 1870 (toile de Samuel Colman, 1870).

1re édition (1870) - Aucun défi pour la Coupe n'a été lancé avant celui du magnat des Chemins de fer, James Lloyd Ashbury (en) avec la goélette Cambria de 1868, qui avait battu la goélette « yankee » de 1867, Sappho, dans le Solent au printemps 1870. Ce succès a encouragé le Royal Thames Yacht Club à penser que la Coupe pouvait être ramenée en Angleterre, et a officiellement lancé le premier défi en 1870, après avoir traversé l'Atlantique dans une course gagnée contre la goélette Dauntless. Lord Ashbury fait entrer Cambria dans la course de la Coupe de la Reine du NYYC, à New York, le 8 août, contre une flotte de dix-sept goélettes, avec les temps compensés en fonction du tonnage. Cambria terminera seulement à la huitième place, derrière la goélette America quatrième et la goélette Magic de 1857, propriété de Franklin Osgood, dessinée par Richard F. Loper et barrée par Andrew J. Comstock, à la tête de la flotte.
2e édition (1871) - Pour la seconde édition, essayant à nouveau, Lord Ashbury, sous les couleurs du Royal Harwich Yacht Club cette fois, propose un défi au meilleur des sept manches pour octobre 1871, que le NYYC a accepté, à condition qu'un bateau de la défense puisse être choisi dans la matinée de chaque course. Le nouveau yacht d'Ashbury Livonia a été battu deux fois de suite par la nouvelle goélette à dérive de Franklin Osgood Columbia, qui a abandonné à la troisième course après démâtage. Le yacht Sappho rentre alors en compétition en tant que defender et gagne les quatrième et cinquième courses, défendant ainsi avec succès la Coupe.
3e édition (1876) - Le défi de 1876, année du premier centenaire de la Déclaration d'indépendance des États-Unis, est venu du Royal Canadian Yacht Club de Toronto et fut le premier à être disputé uniquement entre deux yachts. La goélette Madeleine, de 1868, un des défender de la flotte de la précédente édition de 1870 du NYYC, a facilement défait le challenger Countess of Dufferin, de 1876, conçu et barré par Alexander Cuthbert.
4e édition (1881) - Alexander Cuthbert a ensuite lancé un second défi canadien, concevant et finançant, le premier sloop pour la Coupe de l'America de 1881. Le petit challenger canadien de 65 pieds (19,81 m) Atalanta, de 1881, représentant le Bay of Quinte Yacht Club, souffrait d'un manque de qualité dans sa conception et a connu un convoyage difficile dans le canal Érié entre le lac Ontario et New York. En revanche, le NYYC s'était prudemment préparé avec ses premiers essais de sélection. Le sloop en fer Mieshief, de 1879, conçu par Archibald Cary Smith, a été choisi parmi quatre autres candidats de même type, et a défendu avec succès la coupe de cette quatrième édition.

### 1885-1887: la jauge du New York Yacht Club

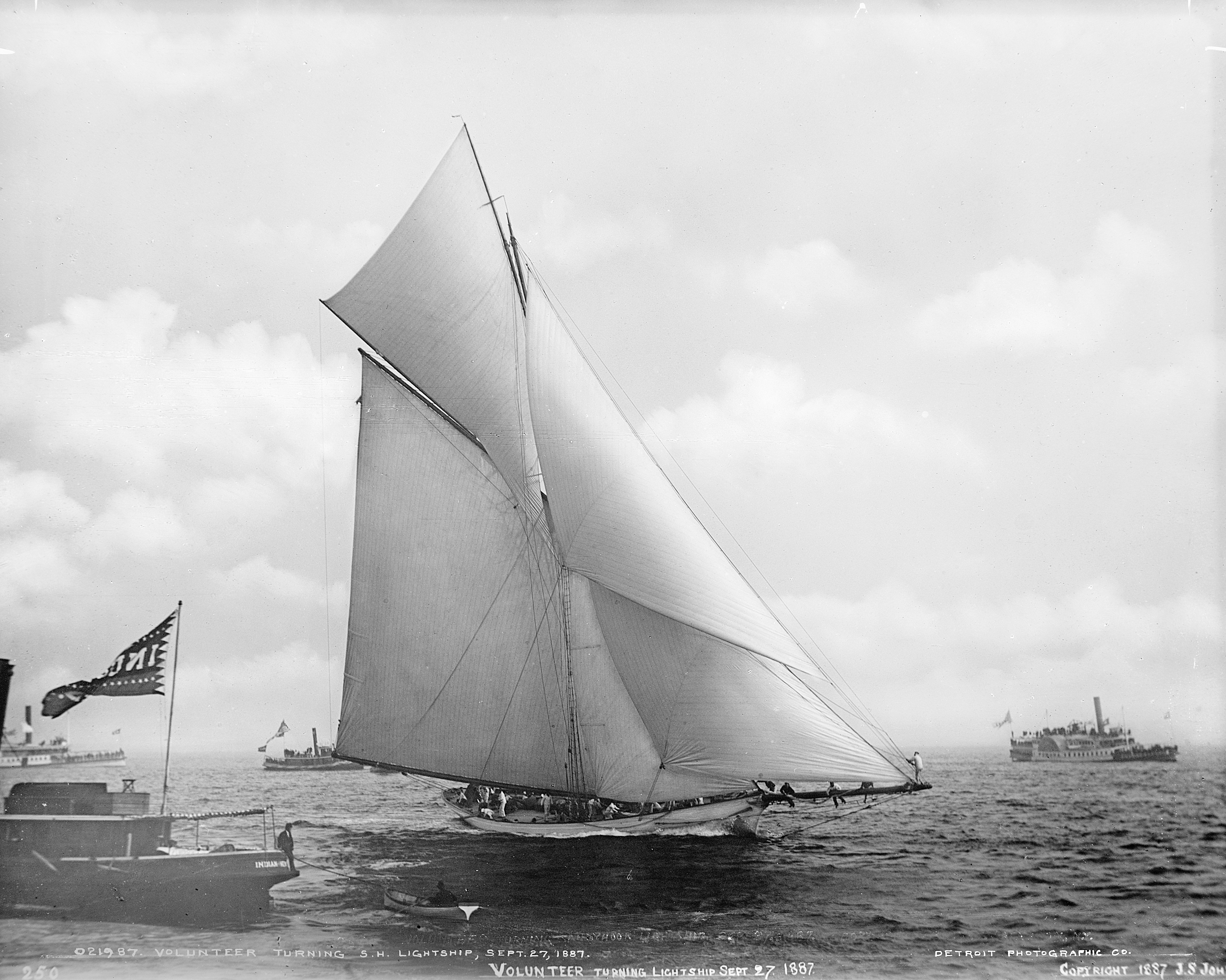
Volunteer, le 27 septembre 1887 (photographie de John S. Johnston).

5e édition (1885) et 6e (1886) - En réponse au manque de compétences des défis canadiens, le Deed of Gift a été modifié en 1881 pour exiger que seuls les défis des Yacht Clubs maritimes soient acceptés et que les yachts challengers devront pouvoir naviguer, vers la zone de course, sans assistance. En outre, Archibald Cary Smith et le comité du NYYC, ont adopté une autre règle de jauge, qui date de 1883, et qui régirait les prochaines courses. Elle intégrait la surface de voile et la longueur de la ligne de flottaison dans le handicap, avec des pénalités pour les lignes d'eau de plus de 85 pieds (25,91 m). L'architecte naval irlandais John Beavor-Webb a conçu les challengers Genesta (1884) pour le RYS et Galatea (1885) pour le Royal Nothern Yacht Club, suivant la conception britannique du plank-on-edge : une coque étroite et profonde avec une lourde quille, faisant des yachts très raides, idéaux pour la brise britannique. Les deux bateaux viendront à New York en 1885 et 1886 respectivement, mais ne seront pas meilleurs que les sloops Puritan et Mayflower aux couleurs du NYYC, dont le succès dans les essais de sélection contre de nombreux autres candidats ont prouvé que le designer naval de Boston, Edward Burgess était le maître du « sloop au bon compromis » (coque légère, large et peu profonde avec dérive). Ce paradigme de conception s'est avéré idéal pour le petit temps. Pour la 6e édition, les régatiers de la Coupe vont disposer d'un nouvel amer d'importance, c'est la statue de la Liberté, même si son réassemblage, en baie de New York, n'est pas encore terminé, la compétition s'étant déroulée le mois précédant son inauguration.
7e édition (1887) - En 1887, Edward Burgess réédite son succès avec Volunteer, barré par Henry « Hank » Coleman Haff contre le yacht challenger écossais Thistle dessiné par George Lennox Watson pour le syndicat de membres du Royal Clyde Yacht Club, présidé par James Hilliard Bell et qui a été construit en secret. Même lorsque Thistle était en cale sèche à New York avant les courses, sa coque a été drapée pour protéger le secret de ses lignes. Thistle s'est avéré bien moins léger que son adversaire, pour cause d'aménagement de confort de traversée plutôt lourd, dont on n'a pas pu délester complètement le voilier, au grand dam de son capitaine John Barr.

### 1893-1903: la jauge du Seawanhaka Yacht Club
En 1887, en évolution du Deed of Gift, après la 7e édition, le NYYC va adopter la Jauge du Seawanhaka (le Seawanhaka Corinthian Yacht Club}, dans laquelle l'architecte naval de Bristol, Nathanael Herreshoff va trouver des lacunes qu'il saura utiliser pour apporter des améliorations spectaculaires dans la conception de yachts et façonner les prétendants les plus importants et les plus extrêmes de la Coupe de l'America. Herreshoff et Watson vont fusionner la conception américaine des sloops et la conception des cotres britannique en concevant des coques avec un profil en S très prononcé et des élancements très fin. L'utilisation de l'acier, du bronze, de l'aluminium et du nickel pour les nouvelles constructions a permis d'allonger considérablement les courbes avant et arrière, étendant ainsi la ligne de flottaison, que de tels bateaux n'avait jamais eu, augmentant ainsi leur vitesse.
8e édition (1893) - Ce défi de la Coupe de l'America a été initialement limité à 70 pieds (21,34 m) à la ligne de flottaison en 1889, mais les clauses mutuelles du nouveau Deed of Gift de 1887, ont contraint le Royal Yacht Squadron à retirer le prometteur challenger conçu par Watson, pour le comte Dunraven, Valkyrie, avant qu'il ne traverse l'Atlantique. Dunraven va concourir à nouveau en 1893, plaidant pour un retour à une longueur limite de plus de 85 pieds (26 m). Pour préparer ce défi anglais, des plus hors norme, on retrouve les quatre plus grands cotres britanniques jamais construits à cette époque : Britannia, Satanita, Calluna et Valkyrie II de Watson pour le défi de Dunraven. Pendant ce temps, les membres les plus riches du NYYC ont commandé quatre yachts pour être candidats à une participation en finale de coupe, en tant que defender, plus un pour affronter les Anglais dans leurs eaux, dont trois à Nathanael Herreshoff, Navahoe, Colonia et Vigilant, ainsi que les deux autres aux designers de yachts de Boston, Jubilee à John B Payne et Pilgrim à Edward Burgess. Charles Oliver Iselin, dirigeant du syndicat du NYYC pour la Coupe, avait donné carte blanche à Herreshoff pour concevoir le defender américain, l'architecte naval a lui-même barré Vigilant en battant tous ses rivaux pendant les régates de sélection. Et Vigilant, barré par William Hansen a défendu avec succès la Coupe contre Valkyrie II.
9e édition (1895) - Pressé de concourir à nouveau, sur des bateaux de plus grande taille encore, Dunraven lance un autre défi en 1895 avec un 90 pieds (27,43 m) à la ligne de flottaison, à la limite de la jauge. Le challenger conçu par Watson Valkyrie III a reçu de nombreuses innovations : elle serait plus large que le défenseur et a présenté le premier mât en acier. Le NYYC a commandé un autre défenseur à Herreshoff, qu'il a construit dans un hangar fermé et lancé de nuit afin de cacher sa conception : c'est le yacht Defender. Valkyrie III a perdu la première manche, a été disqualifié dans la seconde après une collision avec Defender avant la ligne de départ, malgré sa victoire. Oliver C. Iselin lui propose de recourir la manche, mais Dunraven refuse et dans la troisième manche le challenger se retire de la compétition. Le dénouement des courses a laissé Dunraven amer et en désaccord avec les décisions du comité de courses de la Coupe et son adversaire. De retour en Angleterre, après avoir affirmé qu'il avait été trompé, son statut de membre honoraire du NYYC a été révoqué. Henry « Hank » Coleman Haff a été intronisé dans le Hall of Fame de la Coupe de l'América en 2004 pour sa victoire en tant que skipper de Defender, en 1895 . À 58 ans, Hank Haff est le plus vieux vainqueur de la Coupe de toute l'histoire de la course.
10eédition (1899) - Le climat reste tendu entre yachtsmen américains et britanniques, jusqu'à ce qu'un homme d'affaires écossais spécialisé dans le commerce des épices, Sir Thomas Lipton, devienne le lanceur du défi de 1899 pour le Royal Ulster Yacht Club. William Fife a été choisi pour concevoir Shamrock, le bateau challenger, en raison de ses succès passés dans les eaux américaines, avec des voiliers comme Clara et Minerva. Les yachts ont, encore une fois, augmenté en taille, et Nathanael G. Herreshoff va concevoir, une nouvelle fois, le voilier defender : Columbia, un cotre de 40 mètres et équipé d'un mât en acier télescopique pour le compte du banquier et homme d'affaires John Pierpont Morgan, membre du NYYC. Mais l'autre atout de l'équipe des défenseurs a été sans conteste, le recrutement du skipper Charlie Barr. Ce dernier avait auparavant barré des voiliers conçus par Fife dans les eaux « yankee », et il a montré une parfaite coordination avec son équipage scandinave, trié sur le volet par ses soins. Charlie Barr mènera Columbia au succès avec 3 victoires à 0. Le fair-play de Sir Lipton renforcera la popularité de ce sport, ainsi que celle de sa marque de thé. Ce gentleman va également inviter Thomas Edison à bord de son yacht à vapeur, Erin, pendant les régates, pour réaliser le premier film d'une édition de la Coupe et il lancera également une invitation à Guglielmo Marconi pour le féliciter et le remercier d'avoir mené avec succès une des premières démonstrations d'utilisation pratique, sur le sol américain, de la télégraphie sans fil (1200 messages transmis aux organisateurs et à la presse en temps réel) réalisée pour les régates d'essais entre Columbia et Shamrock.
11e édition (1901) - Malgré sa défaite avec son premier Shamrock, Lipton relève à nouveau le défi en 1901, se tournant cette fois vers George Lennox Watson pour concevoir Shamrock II, quatrième et dernier challenger dessiné par l'architecte naval écossais. Pour défendre la Coupe, trois voiliers vont s'affronter :

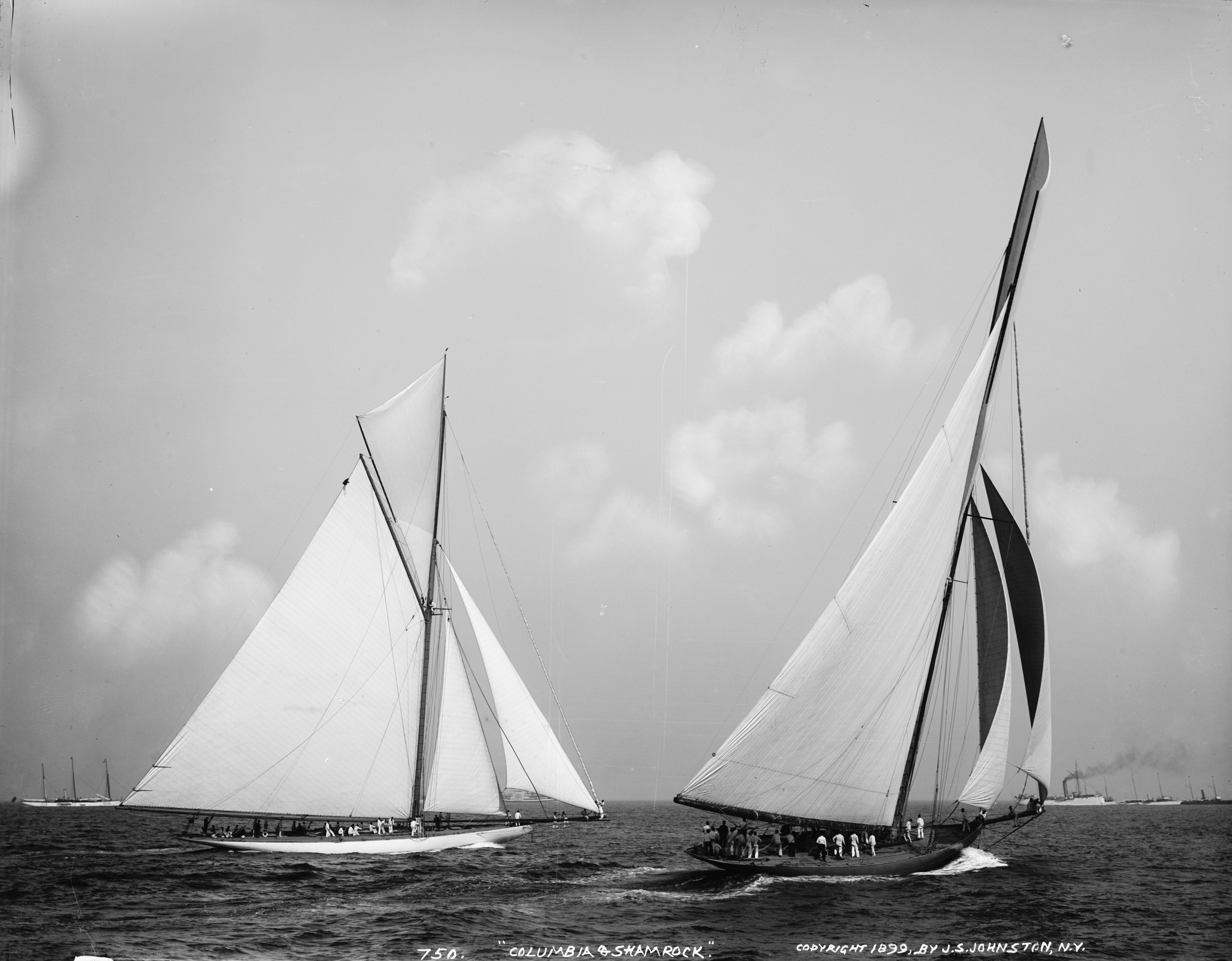
Columbia contre Shamrock en 1899.

- Independence, le projet audacieux d'un architecte de Boston, Bowdoin B. Crowninshield financé par l'homme d'affaires Thomas W. Lawson. Ce yacht était capable de réaliser de très bonnes performances en raison de sa très longue ligne de flottaison, mais sa grande voilure est en partie mal maîtrisée et déséquilibrée et le voilier souffrait également de problèmes structurels qui ne lui permettront pas de l'emporter.
- Constitution, le nouveau defender conçu par Herreshoff, qui lui aussi sera éliminé, malgré le même nombre de victoires à l'issue des régates de qualifications que son principal rival. C'est Columbia, le defender de Herreshoff de 1899, qui va être finalement choisi par les membres du Syndicat du NYYC pour disputer la phase finale. Les dernières régates victorieuses de Columbia avec Charlie Barr à la barre, vont les convaincre de le sélectionner. C'est le skipper qui a fait la différence.
- Columbia et son skipper vont gagner, pour une seconde fois, la coupe face au second défi de Sir Lipton pour le Royal Ulster Yacht Club, Shamrock II, barré par Edward A. Sycamore, sur le même score qu'en 1899 de 3 victoires à 0.

12e édition (1903) - Sir Lipton va persister avec un troisième défi en 1903, toujours sous les couleurs du Royal Ulster Yacht Club. Avec l'objectif de pouvoir repousser les défis de Lipton indéfiniment, le NYYC va investir un énorme budget pour la construction d'un seul candidat à la défense de la coupe, dont la conception va être de nouveau à la charge de Nathanael Herreshoff. Amélioré par rapport à Constitution, Columbia et leurs prédécesseurs, le nouveau défenseur Reliance reste le plus grand sloop de course jamais construit. Sa conception comportait un gouvernail lesté, des treuils à double vitesse sous le pont, et un pont en aluminium paré de liège qui cachait le gréement courant. La conception de l'équilibre du voilier a été exemplaire. Mais ce yacht extrême exigeait aussi les compétences d'un excellent capitaine, qui ne pouvaient qu'être celles de Charlie Barr. Face à un adversaire tout aussi audacieux, Shamrock III barré par Robert Wringe, Charles Barr a conduit Reliance à la victoire en trois manches.

### 1914-1920: adoption de la Jauge Universelle

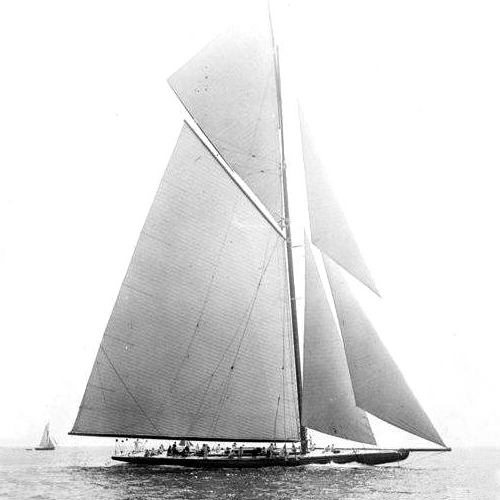
Shamrock IV, à sir Thomas Lipton, challenger en 1920.

13e édition (1920) - Malgré l'immense succès de Reliance, le yacht n'a été utilisé qu'une seule saison, sa conception et son coût d'entretien lui interdisant d'être utilisé à d'autres fins que pour la défense de la Coupe. Le gigantisme des deux prétendants de 1903 encourage Nathanaël Herreshoff à faire des bateaux plus sains et plus durables, par l'élaboration d'une nouvelle règle qu'il va définir comme jauge universelle. Sir Lipton a longtemps plaidé pour une plus petite taille des yachts dans la nouvelle règle et en 1914, il se tourne vers Charles Ernest Nicholson pour concevoir son quatrième défi, et obtient un superbe design sous la forme de Shamrock IV. De son côté le NYYC fait une nouvelle mais dernière fois appel à Nathanael Herreshoff pour la conception du defender américain ; ce sera Resolute, construit dès 1913. Mais cette 13e édition, qui devait être disputée dans les eaux new-yorkaises en 1914, ne va l'être qu'en 1920, après la Première Guerre mondiale. Malgré un beau challenge, Shamrock IV sous les couleurs du Royal Ulster Yacht Club, s'inclinera devant Resolute, dans un match serré, par 3 victoires à 2.

### 1930-1937: la jauge des «Classe J»
Cette classe de voilier, dont le rating (la longueur pour la jauge) est défini, va être tacitement adoptée en 1930. Pour la première fois de l'histoire de la Coupe, les concurrents ne courent plus avec un handicap, c'est-à-dire en temps compensé, mais en temps réel car ils sont supposés avoir le même potentiel de vitesse. La classe J est l'une des classes de voiliers de la Jauge universelle qui avait déjà été utilisée pour le défi de 1920, mais avec un calcul de temps compensé. Inspirée par les travaux de Nathanael Herreshoff sur la Jauge universelle, elle voit l'abandon du gréement aurique à grand-voile et flèche pour un gréement bermudien. La jauge tient compte des élancements et de la finesse de la coque, créant ainsi des bateaux très harmonieux.
14e édition (1930) - La jauge universelle a suscité un vif intérêt, en particulier dans la classe des voiliers de petites dimensions les Classe M. Nul doute que la nouvelle règle représente une bonne occasion pour les Britanniques de conquérir la Coupe. Sir Lipton lancera un cinquième et ultime défi pour la Coupe de l'America, en 1929, à l'âge de 79 ans. La jauge des Classe J a été choisie pour la compétition, à laquelle ont été ajoutées les règles de la norme A1 de la Lloyds afin d'assurer que les yachts aient aussi un bon niveau de sécurité de navigation. La longueur de la ligne de flottaison a été fixée entre 76 pieds (23,16 m) et 88 pieds (26,82 m), et il n'y aura aucune allocation de temps. Cette édition va connaître une évolution technique concernant la voilure, les voiles bermudiennes vont remplacer le gréement aurique. Charles Ernest Nicholson a été choisi pour concevoir le challenger Shamrock V. De l'autre côté de l'Atlantique, et malgré le krach de Wall Street, quatre syndicats du New York Yacht Club vont se former pour répondre au défi du Royal Ulster Yacht Club et construire chacun un concurrent pour la défense de la Coupe.
Le site des régates a été déplacé à Newport, dans l'état de Rhode Island où, non loin de là, à Bristol, le nouvel architecte naval de la Herreshoff Manufacturing Company, William Starling Burgess, fort de son succès dans la Classe M, va construire un des prétendants à la défense de la Coupe : Enterprise, le moins grand des Classe J pour le syndicat de Harold S. Vanderbilt. Dans le même temps, le fils de Nathanael Herreshoff, Lewis Francis Herreshoff, a conçu un bateau radical, Whirlwind. Bien qu'il soit le bateau le plus avancé techniquement (avec ses formes d'étrave et d'étambot en pointe, style « canoë » et ses instruments électroniques), il sera manœuvré trop maladroitement pour s'imposer. Les anciens 75 pieds Resolute et Vanitie, qui ont été transformés en Classe J, seront les deux autres prétendants pour la place de defender. Harold Vanderbilt, qui barre son yacht Enterprise, remporte les épreuves de sélection avec beaucoup de difficulté. Mais lorsque Shamrock V se présente, c'est un yacht avec une coque et un mât en bois, quelque peu dépassé pour l'époque, et avec des résultats médiocres au vent. Le Class J Enterprise, quant à lui, équipé du premier mât en duralumin du monde, très léger avec ses 4 000 lb (1 800 kg), écrase son adversaire avec 4 victoires à 0.
15e édition (1934) - Sir Lipton décède en 1931, et c'est un industriel anglais de l'aviation, Sir Thomas Sopwith, qui acquiert Shamrock V avec l'intention de préparer le prochain défi. Aux compétences de Charles E. Nicholson il ajoute son expertise en aéronautique et sa connaissance des matériaux qui vont intensifier la rivalité technologique dans la course à l'innovation. En 1934, le Royal Yacht Squadron lance un défi pour le challenger de Sopwith, nouvellement construit, Endeavour. Le voilier a reçu d'importantes innovations, mais Sir Thomas Sopwith n'a pas réussi à conserver les services de l'ensemble de son équipage professionnel sur Shamrock V en raison d'un défaut de paiement des rémunérations. Il a dû embaucher des amateurs pour compléter son équipe, malgré tout Endeavour a été déclaré à l'unanimité comme le challenger le plus rapide de la Coupe, en remportant les deux premières régates. Des erreurs tactiques et l'inexpérience de l'équipage ont fait perdre au défi anglais les quatre régates suivantes face au nouveau defender de Harold S. Vanderbilt, Rainbow, pour le New York Yacht Club, qui demeure invaincu dans la compétition.
16e édition (1937) - Dans le but de concourir à nouveau, Sir Thomas Sopwith se prépare un an plus tôt. En 1936, Charles Nicholson a conçu et construit Endeavour II, avec une longueur à la ligne de flottaison au maximum autorisé, et de nombreuses améliorations du gréement rendent le yacht encore plus rapide que son prédécesseur. Un changement des règles de la Coupe de l'America va permettre de ne déclarer le yacht participant que 30 jours avant le début de la compétition. Ainsi, les deux Classe J Endeavour et Endeavour II vont être expédiés à Newport, où le Royal Yacht Squadron va organiser des séries de sélection avant de déclarer Endeavour II comme challenger. Du côté du New York Yacht Club, Harold S. Vanderbilt, en prenant tous les frais du defender à sa charge, va commander à Starling Burgess, au courtier de yacht Drake Sparkman, et au concepteur de yacht Olin Stephens, la fourniture du design du prochain defender américain. Ils ont construit de manière anonyme six modèles de bateaux, qui ont été minutieusement testés en bassin de carène, jusqu'à ce que le modèle 77-C ait été choisi pour son meilleur rendement, projeté, par petit vent. Le defender qui va en résulter : Ranger était encore plus abouti que son challenger, et Harold S. Vanderbilt va barrer son dernier Class J pour sa troisième victoire d'affilée. Il rejoint ainsi Charlie Barr au rang des triples vainqueurs de la Coupe,.

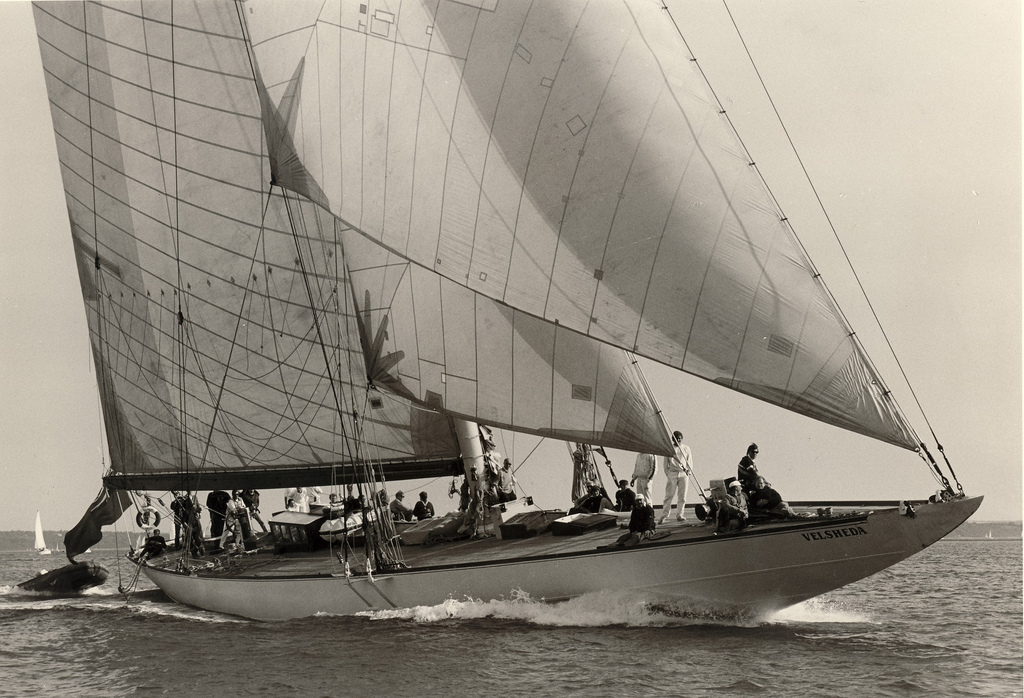
Le Classe J Velsheda (1933).

Deux ans plus tard, débute la Seconde Guerre mondiale, qui va interrompre la compétition pendant près de 19 ans, après la déclaration des hostilités en Europe.

### 1958-1987: la jauge des «12M JI»
Les Classe J des années 1930 sont restées la référence pour la compétition de la Coupe, mais les réalités économiques de l'après-guerre démontraient que personne ne pouvait se permettre de concourir dans cette classe extrêmement coûteuse. Vingt et une années se sont écoulées depuis le dernier défi, le NYYC a cherché une alternative moins coûteuse afin de relancer l'intérêt pour la Coupe. En 1956, Henry Sears propose l'idée de remplacer les yachts de la classe J par des 12 Metre (ou 12 m JI) suivant la Jauge internationale, qui font environ 65 à 75 pieds (20 à 23 mètres) de longueur totale.
17e édition (1958) - Le premier défi d'après-guerre viendra de nouveau des Britanniques. Briggs Cunningham, l'inventeur de l'appareil de contrôle de voile qui porte son nom, en tant que skipper, avec Henry Sears en tant que navigateur, conduit Columbia le 12mJI conçu par Olin Stephens pour le New York Yacht Club, à la victoire contre Sceptre, barré par Graham Mann, qui a été conçu par David Boyd et construit par Alexander Robertson and Sons Ltd, pour le syndicat présidé par Hugh Goodson du Royal Yacht Squadron. Parmi les spectateurs, on trouve le peintre français Jean Helleu qui présentera une toile titrée Coupe America 58 au Salon de la Marine de décembre 1958 à Paris. Le bateau anglais est nettement inférieur au defender américain, sélectionné parmi plusieurs prétendants bien affûtés et sera nettement battu. Il n'est plus rapide que sur les bords d'allures portantes... grâce à des spinnakers français à coupe « en chevron » conçus par Jean-Jacques Herbulot, coupés et cousus dans la salle de bal de la mairie du XIIIe arrondissement de Paris qu'Herbulot, architecte attitré de la ville, a « réquisitionnée », faute de local suffisamment grand.
18e édition (1962) - Le premier défi australien est lancé par Sir Franck Packer du Royal Sydney Yacht Squadron, avec le 12mJI Gretel, dessiné par Alan Payne et barré par Alexander Sturrock mais il perd face à Weatherly du New York Yacht Club, conçu par Philip Rhodes et barré par Emil B. Mosbacher. Parmi les spectateurs des régates, il y avait le président des États-Unis de l'époque : John Fitzgerald Kennedy et sa femme, à bord de l'USS Joseph P. Kennedy, Jr.
19e édition (1964) - Un nouveau challenger Britanniques, Sovereign, conçu et construit par le tandem Boyd/Robertson pour le Royal Thames Yacht Club, perd cette fois avec Paul Anderson à la barre contre Constellation, conçu par Olin Stephens en 1964 pour Eric Ridder, membre du New York Yacht Club et skipper du 12mJI.
20e édition (1967) et 21e (1970) - En 1967 et 1970, deux autres challengers australiens, Dame Pattie dessiné par Warwick Hood puis Gretel II sur un design d'Alan Payne, tous deux pour le défi du Royal Sidney Yacht Squadron, vont perdre face à Intrepid, le 12mJI à la conception innovante d'Olin Stephens, qui en remportant deux fois de suite la Coupe va devenir le second yacht, après Columbia (1899 et 1901) à connaître un tel succès pour le NYYC.
L'édition de 1970 a suscité un intérêt de la part de nombreuses équipes, suffisamment élevé pour que le NYYC permette au Challenger of Record (le yacht club présentant le premier défi pour la compétition) d'organiser une régate entre plusieurs concurrents dont le gagnant serait le challenger pour la finale de la Coupe. Ces nouvelles régates de sélection seront dès lors reconduites à chaque édition, à l'exception des années 1988 et 2010.
Le 21e défi est aussi celui de la première participation française aux sélections avec le bateau France financés par Marcel Bich, le « roi du crayon à bille ». 
Il dépensera beaucoup d'argent, créera des unités de production innovantes pour la coque et le tissu à voile mais son style de gestion autocratique et son refus de déléguer le conduiront à congédier d'excellents barreurs (Louis Noverraz, L'entraîneur national Yves Louis Pinaud, remarquable technicien mais personnalité affirmée, et finalement Éric Tabarly). Finalement les tentatives de Bich seront ridiculisées par la presse nautique française, en particulier par Jacques Perret qui publiera un article saignant et drôle intitulé « Marcel Stylobikos gagneur mythologique », mais permettront à Bich de conquérir le marché américain de l'objet jetable et aideront l'industrie de la plaisance française à monter en gamme.
22e édition (1974), 23e (1977) et 24e (1980) - Marcel Bich retente la sélection avec le France en 1974 puis à nouveau en 1977 car France II n'est pas performant, et enfin avec France 3 en 1980, sans parvenir à être Challenger. Alan Bond, un homme d'affaires australien très riche mais très controversé, va aussi participer à trois défis infructueux en 1974, 1977 et 1980. En 1974 et 1977, la Coupe a été défendue avec succès par Courageous toujours sous les couleurs du NYYC. Ce 12mJI a été mené à la victoire par « Ted » Hood en 1974 face à Southern Cross du Royal Perth Yacht Club et par Ted Turner en 1977 face à Australia du Sun City Yacht Club. Australia reviendra en 1980 sous les couleurs du Royal Perth Yacht Club, mais sera battu cette fois-ci par Freedom barré par Dennis Conner pour le NYYC.
25e édition (1983) - Fin de 126 ans de domination Américaine ! Pour cette édition, il y eut sept concurrents en compétition pour la première Coupe Louis-Vuitton, dont le vainqueur irait en finale de la Coupe de l'America contre le yacht du NYYC sélectionné à la suite de leurs propres sélections. Alan Bond revient pour un quatrième défi sur le yacht Australia II, conçu par Ben Lexcen, skippé par John Bertrand et représentant le Royal Perth Yacht Club. Il a facilement remporté la série d'épreuves de sélection de la Coupe Louis-Vuitton, et Dennis Conner avec Liberty a été quant à lui, sélectionné pour la défense de la Coupe.

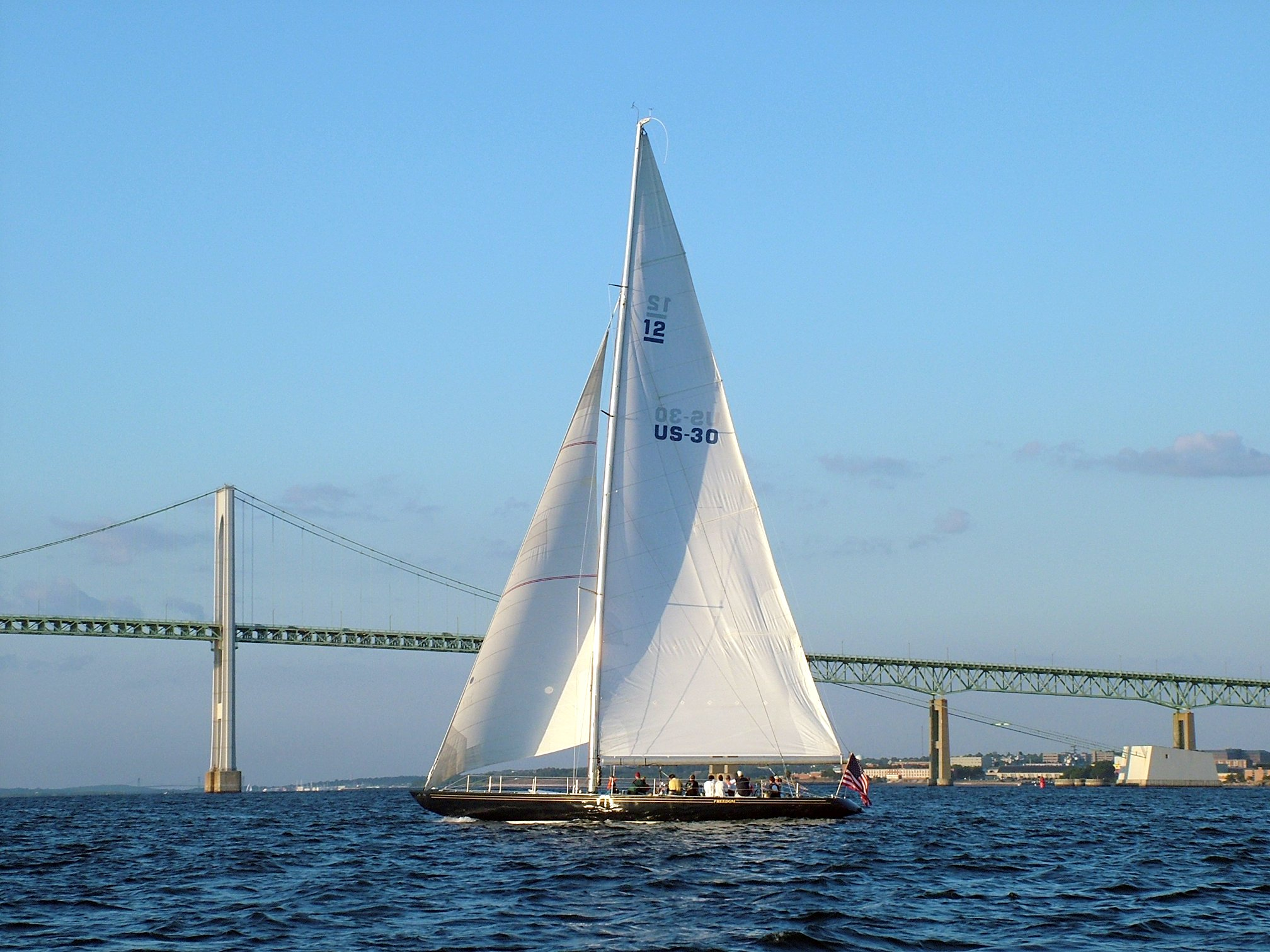
le 12M JI Freedom, vainqueur en 1980 avec Dennis Conner.

Australia II, arborant le désormais célèbre pavillon au Kangaroo avec des gants de boxe, et disposant d'une quille à ailettes innovante, conçue par Ben Lexcen, va participer à la finale, malgré la tentative du NYYC de le disqualifier pour cette innovation controversée. Dans les courses de la Coupe, les Australiens vont mal commencer la compétition avec des pannes d'équipements et des faux départs donnant une longueur d'avance au defender. Mais ce ne devait pas être une répétition des régates de ces 132 dernières années, car les australiens vont parvenir à gagner cette 25e édition de la Coupe de l'America par 4 victoires à 3 dans ce duel au meilleur des sept manches. C'est la première fois que le NYYC perd la Coupe dans l'histoire de la compétition, après 26 défis victorieux.
26e édition (1987) - Pour la première fois depuis sa création la Coupe de l'America va être défendue hors des États-Unis, dans d'autres eaux que celles de l'Atlantique, dans l'Océan Indien au large de Fremantle, en Australie occidentale, ce qui en fait une course, depuis lors, à la dimension véritablement internationale. Le New York Yacht Club sera le grand absent de la finale de cette 26e édition; c'est un autre club américain, mais de la côte Ouest des États-Unis, qui va le remplacer.

Parcours de la Coupe de l'America 1987.

Lors de cette édition très ventée, le défi français, emmené par Marc Pajot et financé par Serge Crasnianski, créateur de Kis, une entreprise de duplication de clés, avec un bateau nommé « French Kiss » fera bien mieux que de la figuration, en atteignant la demi-finale des éliminatoires où il donnera du fil à retordre aux Néo-Zélandais. C'est la meilleure prestation jamais réalisée par un bateau français dans la coupe de l'America.
Et c'est en représentant le San Diego Yacht Club que Dennis Conner est venu pour tenter de reprendre la Coupe de l'America perdue en 1983. Avec son yacht Stars & Stripes 87, il gagne le droit d'accéder à la phase finale en remportant la Coupe Louis-Vuitton 1987 contre une flottille, sans précédent, de treize concurrents. En finale, il fait face à Iain Murray, barreur du defender Kookaburra III du Royal Perth Yacht Club, qui avait vaincu le 12mJI d'Alan Bond Australie IV dans les épreuves de sélection du defender. Stars & Stripes 87 va défaire Kookaburra III quatre victoires à zéro. Et la coupe va revenir aux États-Unis, mais du côté de la Californie et de San Diego, cette fois.

### 1988: le challenge du Mercury Bay Boating Club
27e édition (1988) - Les Néo-Zélandais défient les Américains dans l'esprit des règles originelles. Ils construisent un immense monocoque de 27,5 mètres (à la ligne de flottaison, 36,57 m hors-tout), New Zealand KZ-1, doté d'un équipage de 30 à 40 personnes, qui perdra les deux régates des 7 et 9 septembre 1988 contre le catamaran Stars & Stripes US-1 de 18 mètres du défenseur.
Chaque équipe a tenté de faire invalider le bateau de l'autre avant la course en cour de justice, sans succès. Après la tenue de la course, l'équipe néo-zélandaise obtiendra la victoire le 28 mars 1989 par une décision de justice au motif qu'une course entre un monocoque et un catamaran était déloyale et pas dans l'esprit d'une compétition amicale entre pays, mais une cour d'appel annulera cette décision un an plus tard, en avril 1990.
On ne reverra pas de catamaran dans la Coupe de l'America avant l'édition de 2010.

### 1992-2007: la jauge des «Class America»

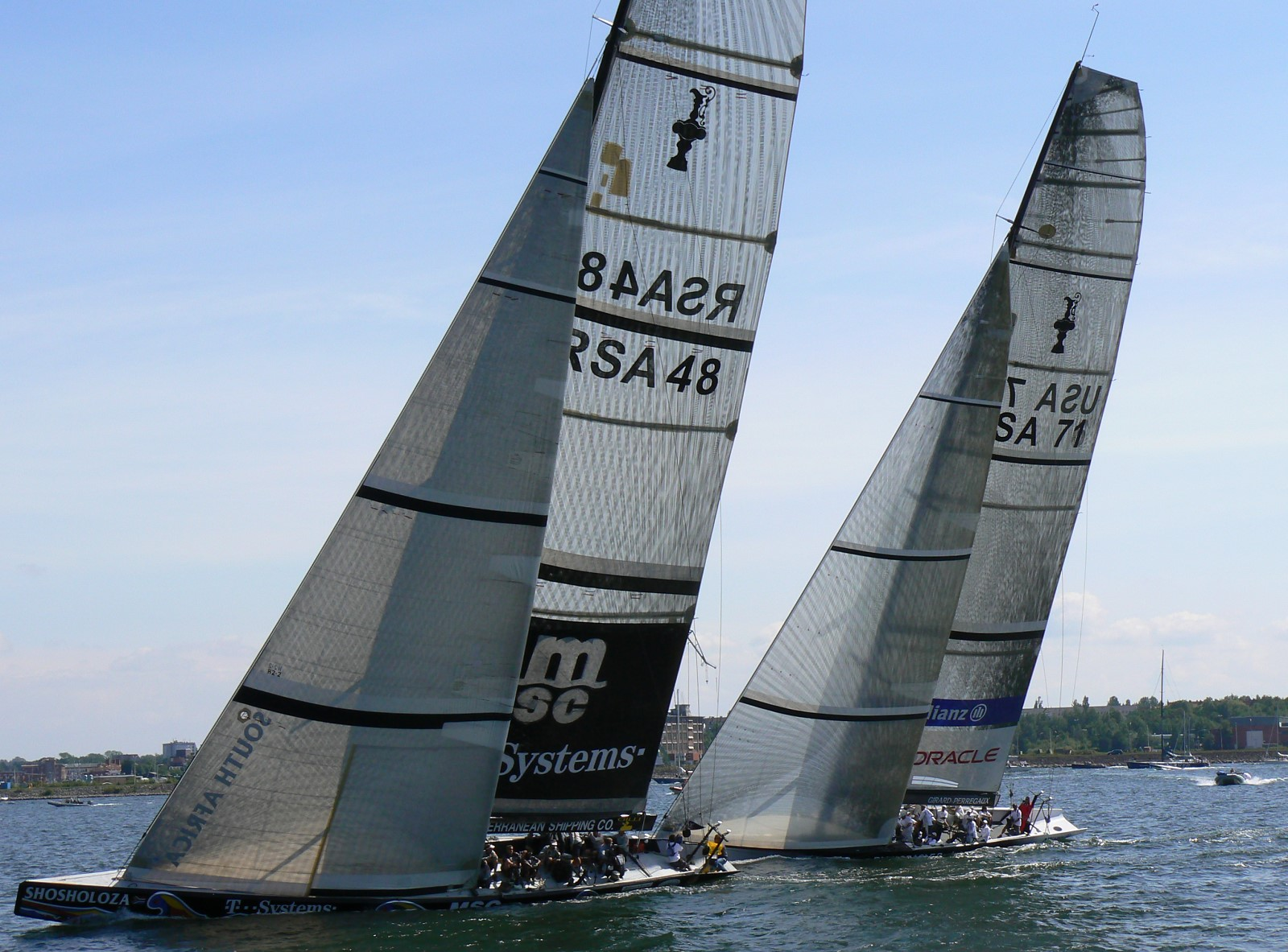
Deux Class America.

En 1992, à la suite des controverses de 1988, une nouvelle jauge est définie, la « Class America ». En plus de contraintes de dimensions, cette jauge inclut des contraintes structurelles et de fabrication permettant de limiter le coût des bateaux en évitant d'y intégrer les dernières technologies.
Formule de jauge, exemple de celle pour l'édition de 2007 :
{\displaystyle {\frac {L+1{,}25\times {\sqrt {S}}-9{,}8\times {\sqrt[{3}]{DSP}}}{0{,}686}}\leq 24{,}000\;{\text{mètres}}}
- L : Longueur (en mètres) ;
- S : Surface de la voilure (en mètres carrés) ;
- DSP : DiSPlacement, en français « Déplacement ».

28e édition (1992) - En 1992, America³ de l'équipe America³ Foundation dirigée par le milliardaire Bill Koch et skippé par la légende de la voile Harry « Buddy » Melges pour le San Diego Yacht Club, a défait le challenger italien, aux couleurs du yacht club Compagnia della Vela de Venise, Il Moro di Venezia (ITA 25), appartenant à Il Moro Challenge, équipe du milliardaire Raul Gardini et skippé par Paul Cayard, par 4 victoires à 1, dans les eaux californiennes de la baie de San Diego.
29e édition (1995) - En 1995, le syndicat du Royal New Zealand Yacht Squadron, avec un Class America nommé Black Magic en raison de sa coque noire et de sa vitesse étonnante, skippé par Russell Coutts, a remporté la série de sélection des challengers de la Coupe Louis-Vuitton, avant de défaire facilement, le defender Young America de l'équipe de Dennis Conner, 5-0, et remporter ainsi la coupe pour la première fois pour la Nouvelle-Zélande. Bien que le yacht candidat Young America (USA 36) ai été défait par Stars & Stripes (USA 34), dans le cadre des sélections du defender, le San Diego Yacht Club a choisi de défendre la Coupe sur Young America (USA-36) avec l'équipage de Stars & Stripes.
Les événements de la Coupe 1995, ont été marqués par le naufrage télévisé de One Australia au cours du quatrième round de la série de sélection du challenger. La série de sélection du defender a, quant à elle, connu le premier yacht avec un équipage en majorité féminin (avec un seul homme) : Mighty Mary (USA-43).
Le défi français emmené une fois de plus par Pajot — un bateau cassera son mât, et l'autre se révèlera trop large et peu rapide — ne passant pas les premiers éliminatoires des challengers .
30e édition (2000) - La 30e Édition de la coupe va bien se dérouler dans les eaux du Pacifique, mais dans l'hémisphère sud, cette fois, en Nouvelle-Zélande, à Auckland, en 2000, l'équipe du Team New Zealand, dirigée par Sir Peter Blake, du Royal New Zealand Yacht Squadron, avec le Class America New Zealand - NZL 60 de nouveau skippé par Russell Coutts, a battu le challenger italien Luna Rossa (ITA-45) de l'équipe Prada Challenge aux couleurs du Yacht Club Punta Ala. Pour se qualifier pour cette finale, les Italiens avaient remporté la victoire face aux Américains de l'équipe d'America One du Saint Francis Yacht Club, lors de la finale de la Coupe Louis-Vuitton. Ce fut la première Coupe de l'America sans challenger ni defender américain.
31e édition (2003) - De nombreux membres de l'équipe du Team New Zealand de la précédente édition ont intégré le Team Alinghi, le défi suisse pour l'édition de 2003, dirigé par Ernesto Bertarelli, entrepreneur dans le domaine des biotechnologies. Pour satisfaire à l'exigence de même nationalité pour les équipages, les membres néo-zélandais de l'équipe Alinghi ont élu domicile en Suisse.
Cette année-là, plusieurs challengers de qualité se sont disputés le droit de participer à la finale de la Coupe à Auckland, lors de la série de sélection des challengers. L'équipe de Bertarelli représentant le yacht club suisse de la Société nautique de Genève (SNG), a battu tous ses rivaux dans les épreuves de la Coupe Louis-Vuitton et à son tour, a gagné la Coupe de l'America avec Alinghi Sui-64, barré par Russell Coutts par 5 victoires à 0 face à l'équipe Team New Zealand, avec Team New Zealand - NZL 82, barré par Dean Barker, aux couleurs du Royal New Zealand Yacht Squadron. Ce faisant, Alinghi est devenu la première équipe européenne depuis 152 ans de l'histoire de l'événement à gagner le trophée.
32e édition (2007) - Pour cette édition, la SNG a modifié certaines résolutions de l'acte, essentiellement en ne laissant que « construit dans le pays » comme seule condition de nationalité restante et les juristes de l'équipe suisse ont ajouté une nouvelle règle à effet rétroactif interdisant à tout marin ayant travaillé pendant six mois avec une équipe engagée dans la Coupe de changer d’employeur. Par le licenciement de Russell Coutts par Ernesto Bertarelli, le patron du Team Alinghi, le grand régatier était ainsi condamné à rester à terre en 2007. La 32e édition de la Coupe a eu lieu à Valence, en Espagne, dans les eaux de la mer Méditerranée. C'est la seconde fois, depuis la course originelle de 1851 autour de l'ile de Wight, que les régates ont lieu en Europe, et la première dans un pays différent de celui du défenseur (car la Suisse, malgré d'immenses lacs et une passion nationale pour la voile, n'a pas d'ouverture sur une « mer » ou un « bras de mer », comme spécifié dans l'acte). Onze clubs nautiques de neuf pays différents ont soumis des entrées officielles pour participer aux sélections du challenger. La Coupe Louis-Vuitton, a été courue du 16 avril au 6 juin 2007. Emirates Team New Zealand a remporté la série des challengers, en gagnant la finale 5 à 0 contre les Italiens de Luna Rossa et avec le Class America Emirates TNZ -NZL 92 toujours pour le Royal New Zealand Yacht Squadron a affronté Alinghi-Sui 100 entre le 23 juin et le 3 juillet 2007. L'équipe d'Ernesto Bertarelli : le Team Alinghi, a défendu avec succès la Coupe de l'America, 5 victoires à 2, sous les couleurs de la Société nautique de Genève.

### 2010: le challenge du Golden Gate Yacht Club

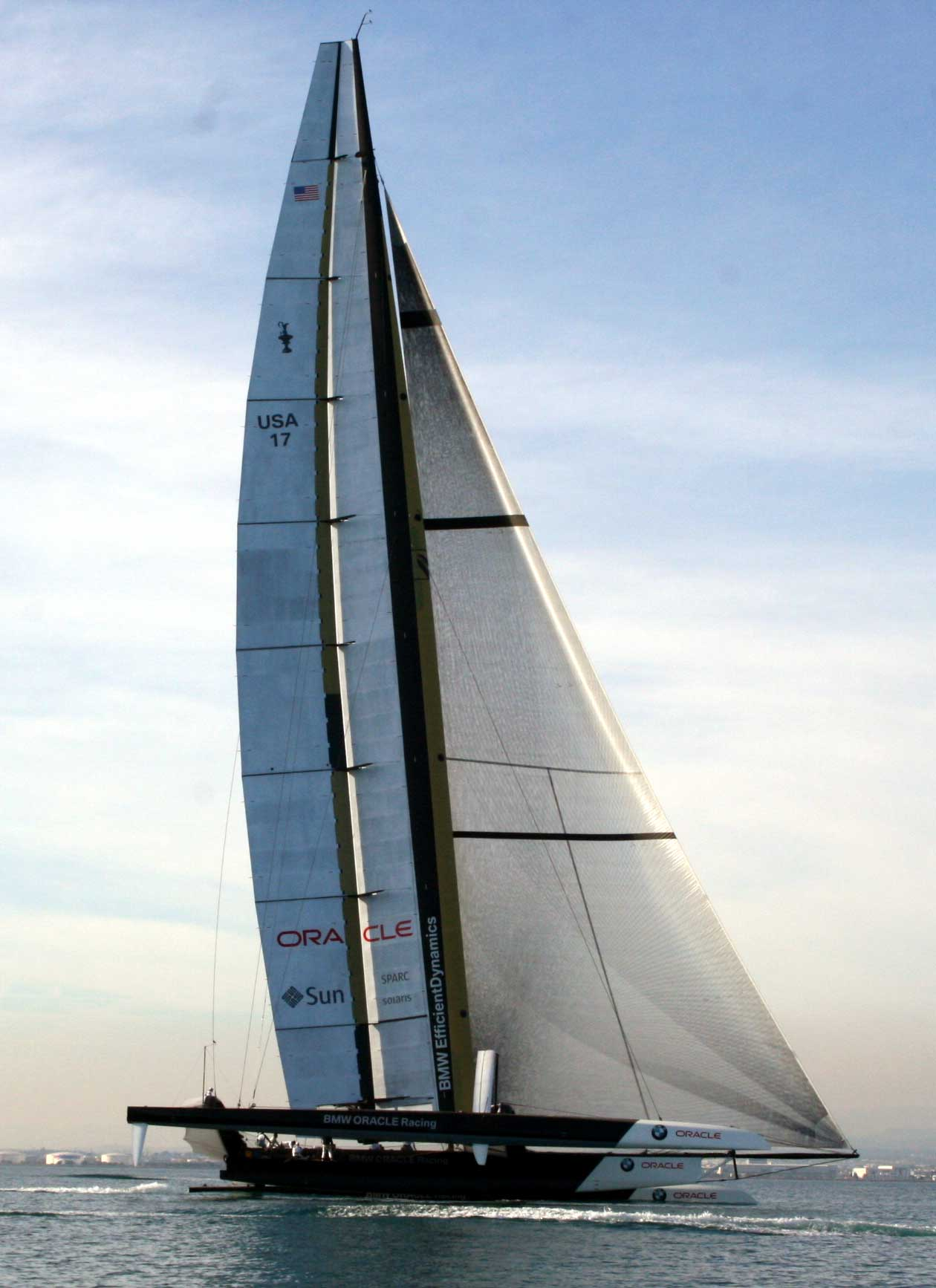
Le challenger victorieux BMW-Oracle - USA 17, 2010.

Les Class America sont remplacés par des multicoques.
33e édition (2010) - Après que la Société nautique de Genève eut défendu avec succès le trophée de la 32e Coupe de l'America, le defender helvétique a accepté un défi du Club Náutico Español de Vela (CNEV), un yacht club espagnol fondé spécialement dans le but de concourir pour la coupe et tenter de conserver l'organisation de la régate à Valence. Lorsque la SNG et le CNEV ont publié leur protocole de la 33e Coupe de l'America, des critiques sur ses modalités se sont fait jour, certaines équipes et quelques clubs nautiques le jugeant comme le pire protocole dans l'histoire de l'événement. Le Golden Gate Yacht Club (GGYC), va alors proposer son propre défi pour la Coupe et va également déposer une action en justice pour demander que le défi du CNEV soit annulé, comme étant inacceptable dans le cadre du Deed of Gift, et que le GGYC soit nommé en tant que véritable challenger, étant le premier club à déposer un défi conforme.
Il s'ensuit une longue et acrimonieuse bataille juridique. La Cour d'appel de New York décide finalement, le 2 avril 2009, que le CNEV n'est pas qualifié comme étant challenger valable, et que le GGYC serait donc le challenger légitime.
Après ce conflit, les deux parties étant incapables de s'entendre cordialement, le défi s'est résumé à un duel un contre un, sans aucun autre Yacht Club participant.
Cette édition s'est caractérisée par le gigantisme des voiliers, avec des yachts multicoques de 90 pieds (27 m), au meilleur d'une série de trois manches à Valence, en Espagne du 8 au 14 février 2010. La voile du trimaran BMW Oracle - USA 17, une aile rigide, a fourni un avantage décisif, et le challenger a ainsi remporté la 33e édition de la Coupe de l'America par 2 victoires à 0 face à Alinghi 5, le defender,,,.

### 2013: la jauge des «AC 72»
34e édition (2013) : Le premier challenger enregistré pour la 34e édition de l'America's Cup était le Club Nautico di Roma, dont l'équipe de Mascalzone Latino avait participé aux séries de sélection des challengers de la Coupe de l'America 2007. En septembre 2010, le Golden Gate Yacht Club et le Club Nautico di Roma ont annoncé le protocole pour cette édition, la programmation de la compétition pour 2013 d'une nouvelle classe de bateau, l'AC72, un catamaran à aile rigide. Le 12 mai 2011, le Club Nautico di Roma se retire de la compétition, invoquant un problème à lever des fonds suffisants pour aligner une équipe compétitive,. Ainsi, le deuxième yacht club à avoir lancé un défi, le Royal Swedish Yacht Club, a assumé la place de challenger.

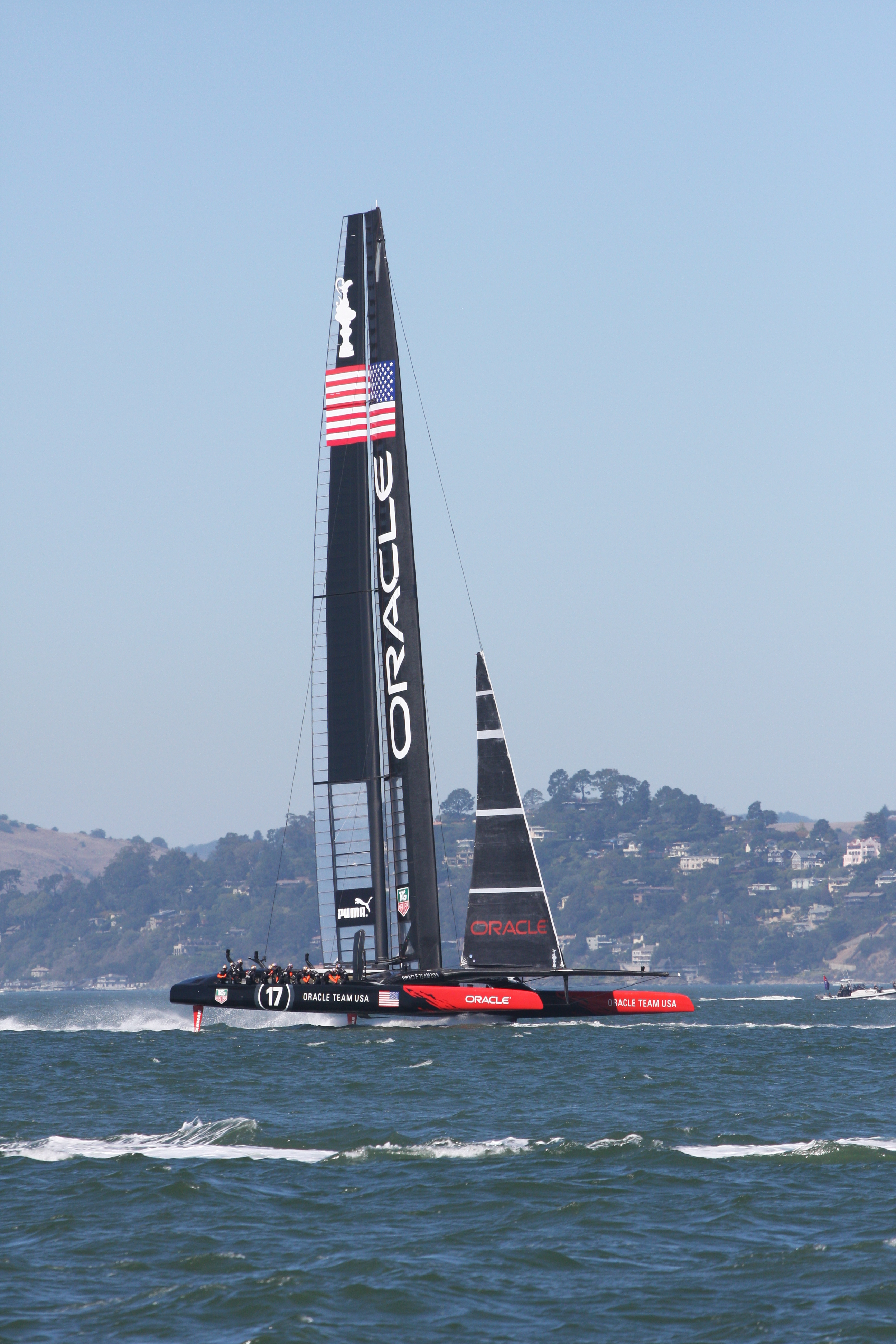
Le defender de 2013 Oracle Team USA - 17.

Cette édition va introduire des pré-séries de sélection, les America's Cup World Series qualifiant les trois premières équipes pour la Coupe Louis-Vuitton, qui vont se courir sur des voiliers d'une nouvelle classe également, celle des AC45 (des versions miniatures des AC72 ), dans divers pays du monde en 2011 et 2012,.
Les premiers AC72 vont connaître des problèmes de stabilité, qui donneront lieu à des chavirages aussi spectaculaires que dangereux, dans la baie de San Francisco, entrainant le décès d'un équipier, le Britannique Andrew « Bart » Simpson, sur l'AC72 Artemis,. Le Royal New Zealand Yacht Club a gagné son ticket d'entrée pour la finale de la Coupe de l'America en battant facilement les challengers italiens et suédois lors de la Coupe Louis-Vuitton.
La finale qui en résulte voit s'affronter d'un côté les États-Unis, defender avec Oracle Team USA et l'AC72 Oracle Team USA - 17 barré par James Spithill du Golden Gate Yacht Club, et de l'autre la Nouvelle-Zélande, challenger avec Emirates Team New Zealand et l'AC72 Aotearoa (NZL-5) barré par Dean Barker du Royal New Zealand Yacht Squadron. Elle fut la plus longue jamais enregistrée dans l'histoire de la Coupe, par sa durée ainsi que par son nombre de courses. Après huit courses, Oracle Team USA était mené 0 à 6 malgré deux victoires qui ne lui rapportèrent pas de points pour défaut de respect du règlement lors d'une régate pendant les America's Cup World Series. Toujours mené 1 à 8 après la onzième course par Emirates Team New Zealand, Oracle Team USA réussit une improbable remontée pour finalement remporter la victoire sur un score de 9 à 8.

### 2017: la jauge des «AC 50»
35e édition : Elle a lieu pour sa phase finale entre les 17 et 28 juin 2017 aux Bermudes. Elle oppose le defender Oracle Team USA au challenger néo-zélandais Team New Zealand sur Aotearoa (ETNZ-50) qui remporte cette coupe.

### 2021: la jauge «AC 75», retour aux monocoques
36e édition (2021) : Cette édition marque le retour à des bateaux monocoques. Cependant, des dernières éditions, l'idée des foils pour maintenir la coque hors de l'eau est conservée. La longueur des bateaux étant de 75 pieds (soit environ 23 mètres), la classe de ceux-ci est dénommée AC75.
Initialement programmées les 5 et 6 mars, l'organisateur annonce, le 5 mars, que l'épreuve est reportée au 10 mars, en raison des mesures sanitaires liées à la pandémie de Covid-19 en Nouvelle-Zélande et notamment du confinement de sept jours de la population,.

### 2024: le retour de la Team France
Le 3 janvier 2023, les organisateurs de la 37e America's Cup annoncent que K-Challenge Racing participera à la 37e édition, après avoir participé à la 32e America's Cup en 2007. Dirigée par Stéphane Kandler et Bruno Dubois, l'équipe nommée Orient Express Team représente la Société nautique de Saint-Tropez. Le bateau français Orient Express Racing Team s'incline face à Ineos Britannia dès les préliminaires sur un score de 1 victoire et 7 défaites.

## Palmarès
| Edit | Année |  | Defender                  | Nation                         | Yacht Club                       | Guidon | Score    | Guidon | Yacht Club                       | Nation                         | Challenger                |  | Site                       |
| ---- | ----- |  | ------------------------- | ------------------------------ | -------------------------------- | ------ | -------- | ------ | -------------------------------- | ------------------------------ | ------------------------- |  | -------------------------- |
| 0    | 1851  |  | AURORA                    | Drapeau du Royaume-Uni         | Royal Yacht Squadron             |        | 2e - 1er |        | New York Yacht Club              | Drapeau des États-Unis         | AMERICA                   |  | Cowes, Royaume-Uni         |
| 1    | 1870  |  | MAGIC                     | Drapeau des États-Unis         | New York Yacht Club              |        | 1er - 8e |        | Royal Thames Yacht Club          | Drapeau du Royaume-Uni         | CAMBRIA                   |  | New York, États-Unis       |
| 2    | 1871  |  | COLUMBIA & SAPPHO         | Drapeau des États-Unis         | New York Yacht Club              |        | 2-1, 2-0 |        | Royal Harwich Yacht Club         | Drapeau du Royaume-Uni         | LIVONIA                   |  | New York, États-Unis       |
| 3    | 1876  |  | MADELEINE                 | Drapeau des États-Unis         | New York Yacht Club              |        | 2-0      |        | Royal Canadian Yacht Club        | Drapeau du Canada              | COUNTESS OF DUFFERIN      |  | New York, États-Unis       |
| 4    | 1881  |  | MISCHIEF                  | Drapeau des États-Unis         | New York Yacht Club              |        | 2-0      |        | Bay of Quinte Yacht Club         | Drapeau du Canada              | ATALANTA                  |  | New York, États-Unis       |
| 5    | 1885  |  | PURITAN                   | Drapeau des États-Unis         | New York Yacht Club              |        | 2-0      |        | Royal Yacht Squadron             | Drapeau du Royaume-Uni         | GENESTA                   |  | New York, États-Unis       |
| 6    | 1886  |  | MAYFLOWER                 | Drapeau des États-Unis         | New York Yacht Club              |        | 2-0      |        | Royal Northern Yacht Club        | Drapeau de l'Écosse            | GALATEA                   |  | New York, États-Unis       |
| 7    | 1887  |  | VOLUNTEER                 | Drapeau des États-Unis         | New York Yacht Club              |        | 2-0      |        | Royal Clyde Yacht Club           | Drapeau de l'Écosse            | THISTLE                   |  | New York, États-Unis       |
| 8    | 1893  |  | VIGILANT                  | Drapeau des États-Unis         | New York Yacht Club              |        | 3-0      |        | Royal Yacht Squadron             | Drapeau du Royaume-Uni         | VALKYRIE II               |  | New York, États-Unis       |
| 9    | 1895  |  | DEFENDER                  | Drapeau des États-Unis         | New York Yacht Club              |        | 3-0      |        | Royal Yacht Squadron             | Drapeau du Royaume-Uni         | VALKYRIE III              |  | New York, États-Unis       |
| 10   | 1899  |  | COLUMBIA                  | Drapeau des États-Unis         | New York Yacht Club              |        | 3-0      |        | Royal Ulster Yacht Club          | Drapeau de l'Irlande           | SHAMROCK                  |  | New York, États-Unis       |
| 11   | 1901  |  | COLUMBIA                  | Drapeau des États-Unis         | New York Yacht Club              |        | 3-0      |        | Royal Ulster Yacht Club          | Drapeau de l'Irlande           | SHAMROCK II               |  | New York, États-Unis       |
| 12   | 1903  |  | RELIANCE                  | Drapeau des États-Unis         | New York Yacht Club              |        | 3-0      |        | Royal Ulster Yacht Club          | Drapeau de l'Irlande           | SHAMROCK III              |  | New York, États-Unis       |
| 13   | 1920  |  | RESOLUTE                  | Drapeau des États-Unis         | New York Yacht Club              |        | 3-2      |        | Royal Ulster Yacht Club          | Drapeau de l'Irlande           | SHAMROCK IV               |  | New York, États-Unis       |
| 14   | 1930  |  | ENTERPRISE                | Drapeau des États-Unis         | New York Yacht Club              |        | 4-0      |        | Royal Ulster Yacht Club          | Drapeau de l'Irlande           | SHAMROCK V                |  | Newport, États-Unis        |
| 15   | 1934  |  | RAINBOW                   | Drapeau des États-Unis         | New York Yacht Club              |        | 4-2      |        | Royal Yacht Squadron             | Drapeau du Royaume-Uni         | ENDEAVOUR                 |  | Newport, États-Unis        |
| 16   | 1937  |  | RANGER                    | Drapeau des États-Unis         | New York Yacht Club              |        | 4-0      |        | Royal Yacht Squadron             | Drapeau du Royaume-Uni         | ENDEAVOUR II              |  | Newport, États-Unis        |
| 17   | 1958  |  | COLUMBIA                  | Drapeau des États-Unis         | New York Yacht Club              |        | 3-1      |        | Royal Yacht Squadron             | Drapeau du Royaume-Uni         | SCEPTRE                   |  | Newport, États-Unis        |
| 18   | 1962  |  | WEATHERLY                 | Drapeau des États-Unis         | New York Yacht Club              |        | 4-1      |        | Royal Sydney Yacht Squadron      | Drapeau de l'Australie         | GRETEL                    |  | Newport, États-Unis        |
| 19   | 1964  |  | CONSTELLATION             | Drapeau des États-Unis         | New York Yacht Club              |        | 3-1      |        | Royal Thames Yacht Club          | Drapeau du Royaume-Uni         | SOVEREIGN                 |  | Newport, États-Unis        |
| 20   | 1967  |  | INTREPID                  | Drapeau des États-Unis         | New York Yacht Club              |        | 4-0      |        | Royal Sydney Yacht Squadron      | Drapeau de l'Australie         | DAME PATTIE               |  | Newport, États-Unis        |
| 21   | 1970  |  | INTREPID                  | Drapeau des États-Unis         | New York Yacht Club              |        | 4-1      |        | Royal Sydney Yacht Squadron      | Drapeau de l'Australie         | GRETEL II                 |  | Newport, États-Unis        |
| 22   | 1974  |  | COURAGEOUS                | Drapeau des États-Unis         | New York Yacht Club              |        | 4-0      |        | Royal Perth Yacht Club           | Drapeau de l'Australie         | SOUTHERN CROSS            |  | Newport, États-Unis        |
| 23   | 1977  |  | COURAGEOUS                | Drapeau des États-Unis         | New York Yacht Club              |        | 4-0      |        | Sun City Yacht Club              | Drapeau de l'Australie         | AUSTRALIA                 |  | Newport, États-Unis        |
| 24   | 1980  |  | FREEDOM                   | Drapeau des États-Unis         | New York Yacht Club              |        | 4-1      |        | Royal Perth Yacht Club           | Drapeau de l'Australie         | AUSTRALIA                 |  | Newport, États-Unis        |
| 25   | 1983  |  | LIBERTY                   | Drapeau des États-Unis         | New York Yacht Club              |        | 3-4      |        | Royal Perth Yacht Club           | Drapeau de l'Australie         | AUSTRALIA II              |  | Newport, États-Unis        |
| 26   | 1987  |  | KOOKABURA III             | Drapeau de l'Australie         | Royal Perth Yacht Club           |        | 0-4      |        | San Diego Yacht Club             | Drapeau des États-Unis         | STARS & STRIPES 87        |  | Fremantle, Australie       |
| 27   | 1988  |  | STARS & STRIPES US-1      | Drapeau des États-Unis         | San Diego Yacht Club             |        | 2-0      |        | Mercury Bay Boating Club         | Drapeau de la Nouvelle-Zélande | NEW ZEALAND - KZ 1        |  | San Diego, États-Unis      |
| 28   | 1992  |  | AMERICA3                  | Drapeau des États-Unis         | San Diego Yacht Club             |        | 4-1      |        | Compagnia della Vela (Venise)    | Drapeau de l'Italie            | Il MORO DI VENEZIA        |  | San Diego, États-Unis      |
| 29   | 1995  |  | YOUNG AMERICA             | Drapeau des États-Unis         | San Diego Yacht Club             |        | 0-5      |        | Royal New Zealand Yacht Squadron | Drapeau de la Nouvelle-Zélande | BLACK MAGIC               |  | San Diego, États-Unis      |
| 30   | 2000  |  | NEW ZEALAND NZL-60        | Drapeau de la Nouvelle-Zélande | Royal New Zealand Yacht Squadron |        | 5-0      |        | Yacht Club Punta Ala             | Drapeau de l'Italie            | LUNA ROSSA                |  | Auckland, Nouvelle-Zélande |
| 31   | 2003  |  | NEW ZEALAND NZL-82        | Drapeau de la Nouvelle-Zélande | Royal New Zealand Yacht Squadron |        | 0-5      |        | Société nautique de Genève       |                                | ALINGHI - SUI 64          |  | Auckland, Nouvelle-Zélande |
| 32   | 2007  |  | ALINGHI - SUI 100         |                                | Société nautique de Genève       |        | 5-2      |        | Royal New Zealand Yacht Squadron | Drapeau de la Nouvelle-Zélande | NEW ZEALAND - NZL 92      |  | Valence, Espagne           |
| 33   | 2010  |  | ALINGHI 5                 |                                | Société nautique de Genève       |        | 0-2      |        | Golden Gate Yacht Club           | Drapeau des États-Unis         | BMW ORACLE - USA 17       |  | Valence, Espagne           |
| 34   | 2013  |  | ORACLE TEAM USA - 17      | Drapeau des États-Unis         | Golden Gate Yacht Club           |        | 9-8      |        | Royal New Zealand Yacht Squadron | Drapeau de la Nouvelle-Zélande | AOTEAROA                  |  | San Francisco, États-Unis  |
| 35   | 2017  |  | ORACLE TEAM USA - 17      | Drapeau des États-Unis         | Golden Gate Yacht Club           |        | 1-7      |        | Royal New Zealand Yacht Squadron | Drapeau de la Nouvelle-Zélande | EMIRATES TEAM NEW ZEALAND |  | Bermudes                   |
| 36   | 2021  |  | EMIRATES TEAM NEW ZEALAND | Drapeau de la Nouvelle-Zélande | Royal New Zealand Yacht Squadron |        | 7-3      |        | Circolo della Vela Sicilia       | Drapeau de l'Italie            | LUNA ROSSA CHALLENGE      |  | Auckland, Nouvelle-Zélande |
| 37   | 2024  |  | EMIRATES TEAM NEW ZEALAND | Drapeau de la Nouvelle-Zélande | Royal New Zealand Yacht Squadron |        | 7-2      |        | Royal Yacht Squadron             | Drapeau du Royaume-Uni         | INEOS BRITANNIA           |  | Barcelone, Espagne         |

## Evènements mémoriels
En 2002, une exposition intitulée « L'America's Cup, 150 ans d'histoire racontée par Louis Vuitton » est organisée au musée national de la Marine à Paris.